# Théâtre universitaire de Nancy
Le Théâtre universitaire de Nancy est une association fondée à la fin des années 1950 par Jack Lang.

## Historique
En 1963, Jack Lang invente à Nancy le Festival mondial du théâtre universitaire, événement qui est entré dans l'histoire du théâtre en faisant apparaître sur les scènes d'Europe de l'Ouest les maîtres des pays de l'Est (Jerzy Grotowski, Tadeusz Kantor, etc.). Le festival s'arrête en 1983.
En 1990, après quelques années d'oublis, le Théâtre universitaire de Nancy reprend ses activités sous la direction artistique de Denis Milos.

## Présentation

### Activités
- Création : action d'une troupe par la création théâtrale. La troupe du Théâtre universitaire participe à la création d'une œuvre théâtrale, la représente et effectue une tournée européenne.
- Formation : action d'ateliers de pratique théâtrale par la formation au jeu dramatique (ateliers d'expression, de diction, de mise en voix, de mise en scène et atelier « théâtre et handicap »). Une centaine d'étudiants, chaque année, participe à ces ateliers.
- Diffusion : action de diffusion sur le campus Lettres de spectacles extérieurs par l'accueil de troupes amateurs et professionnelles (Les Mercredis du T.U.N. et le festival Traverses).

### Objectifs
- Animer de l'intérieur la vie étudiante des universités et des écoles de Nancy par le moyen du théâtre[2].
- Participer à la vie artistique et culturelle de la cité[3].
- Offrir aux étudiants et aux nancéiens, au sein de l'université, la possibilité de pratiquer, d'organiser le théâtre et de découvrir des spectacles[2].

### Organigramme
- Président : Régis Latouche (maître de conférences)
- Directeur : Denis Milos (metteur en scène)